# Pleasant Hill, Ohio
Pleasant Hill är en ort i Miami County i delstaten Ohio, USA.